# Kökargranit

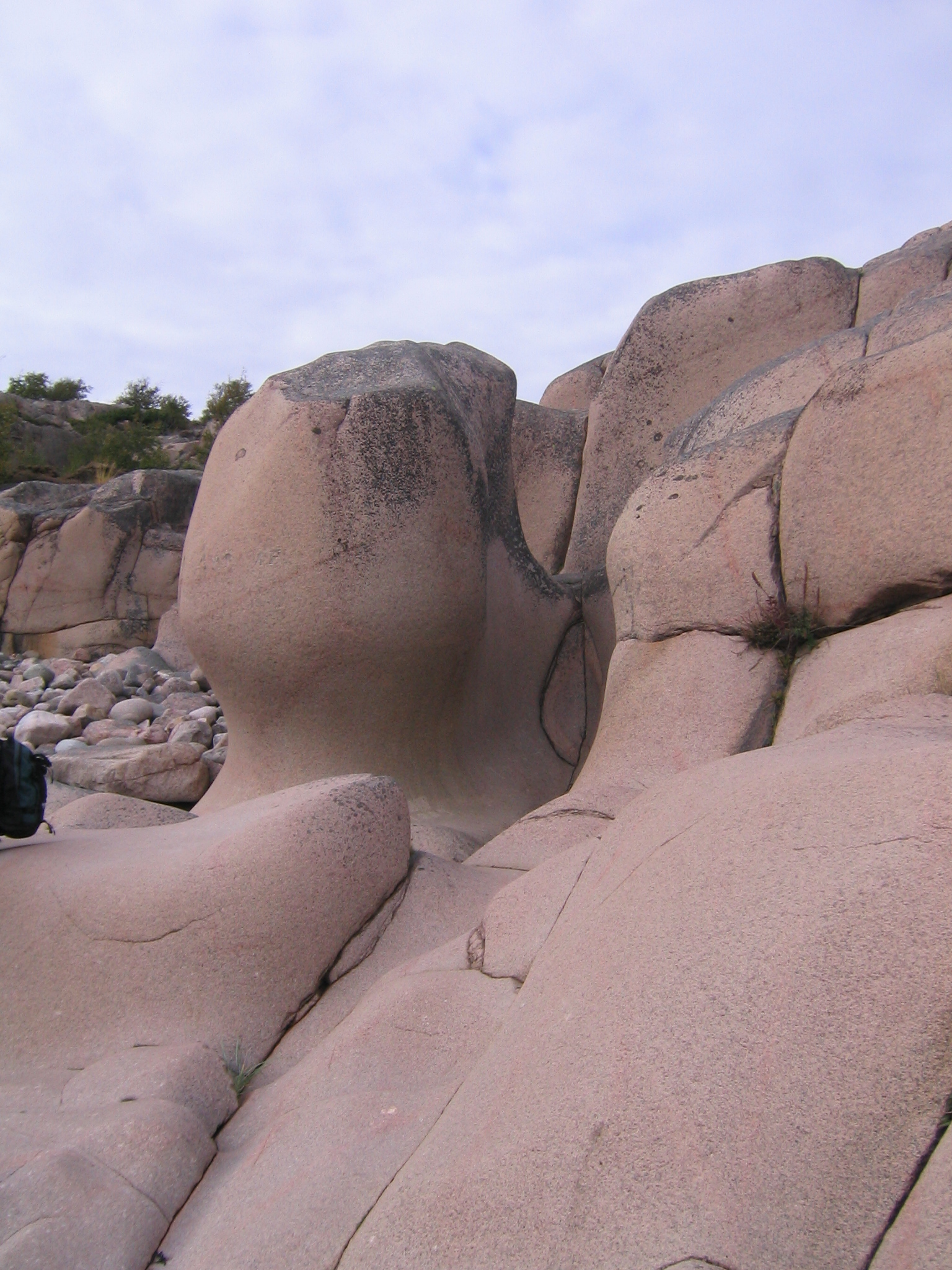
Kökargranit, Källskärskannan

Kökargranit bryts på ön Kökar i sydvästra Åland. Kökargraniten är en röd granit med mellanstora korn och grönaktiga nyanser. Kökargraniten har brutits på Håkosnäs söder om byn Karlby på Kökarön och på de mindre öarna Husö med Idö och Brändholm, Lindö och Utterskär. Som varumärken har bland annat använts "Bothnia Red" under första hälften av 1900-talet, "Archipelago Salmon" under 1990-talet och senare "Kökar".
Kökargraniten har använts lokalt och också exporterats till Nederländerna och USA. Från tidigt 1900-talet fram till 1950-talet bröts den huvudsakligen av Ab Granit och Finska Stenindustri Ab. Under 1990-talet verkade Baltic Coral Ab/Erikstone Ab på Åland, bland annat på Håkosnäs stenbrott. Från början av 2000-talet har stenbrottet i Håkosnäs drivits av  Stenhuggeri Saarinen & Åkerblom Ab i Mariehamn.

## Byggnader med Kökargranit i urval
- Försäkringsbolaget Kaleva vid Mannerheimvägen i Helsingfors, ritat av Armas Lindgren, 1911–1914, med fasadreliefer av Gunnar Finne
- Försäkringsbolaget Suomi vid Lönnrotsgatan i Helsingfors, ritat av Armas Lindgren, 1909–1911
- Reliefen En oväntad gäst av Wäinö Aaltonen på en tillbyggnad av Försäkringsbolaget Suomis byggnad, 1939
- Finlands Banks byggnad vid Tavastgatan i Tammerfors, ritad av Harry W. Schreck, 1943, med en relief av Gunnar Finne på fasaden, 1943
- Finlands Banks byggnad i Jyväskylä, ritad av Harry W. Schreck, 1950

## Bildgalleri

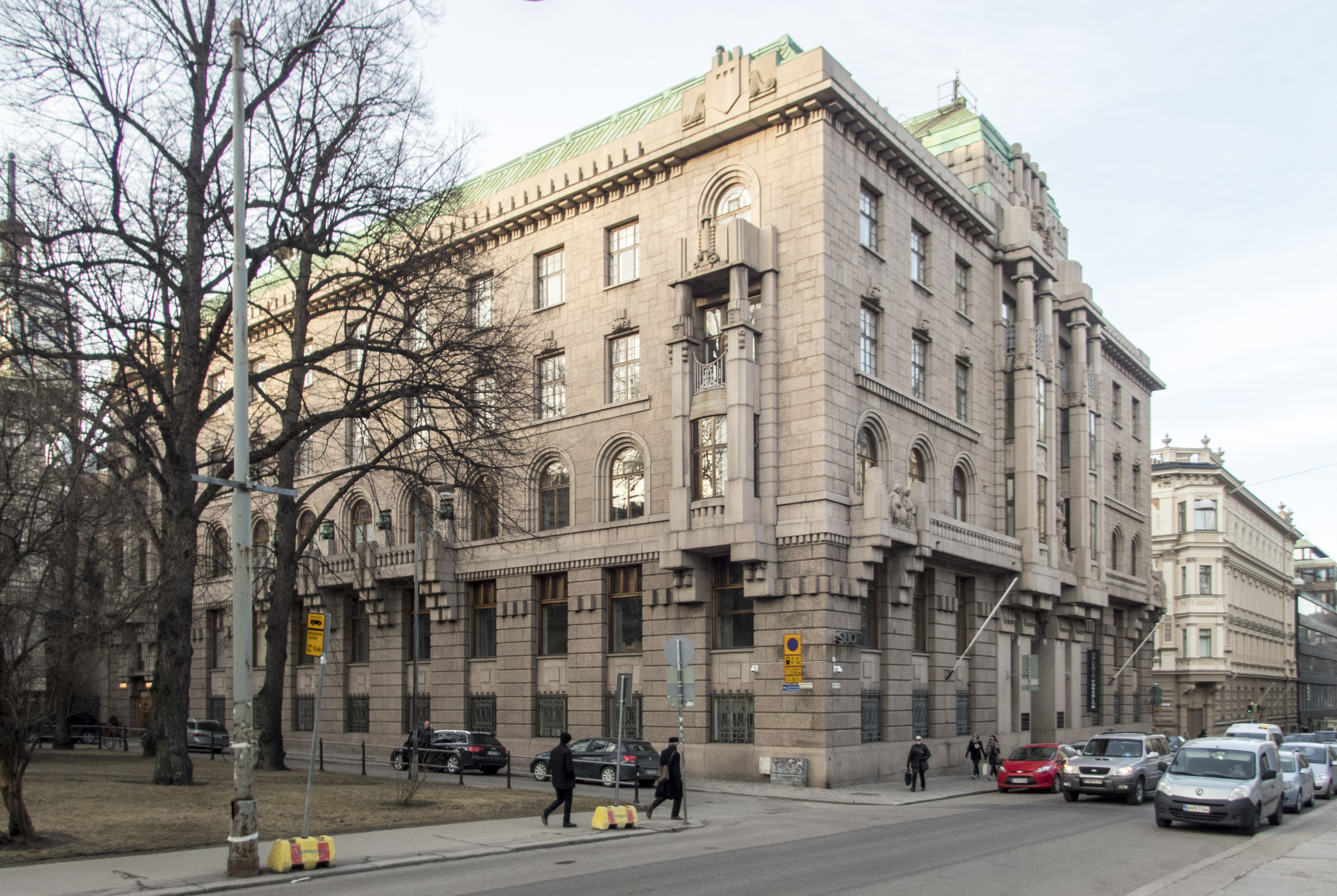
Försäkringsbolaget Suomis hus på Lönnrotsgatan i Helsingfors
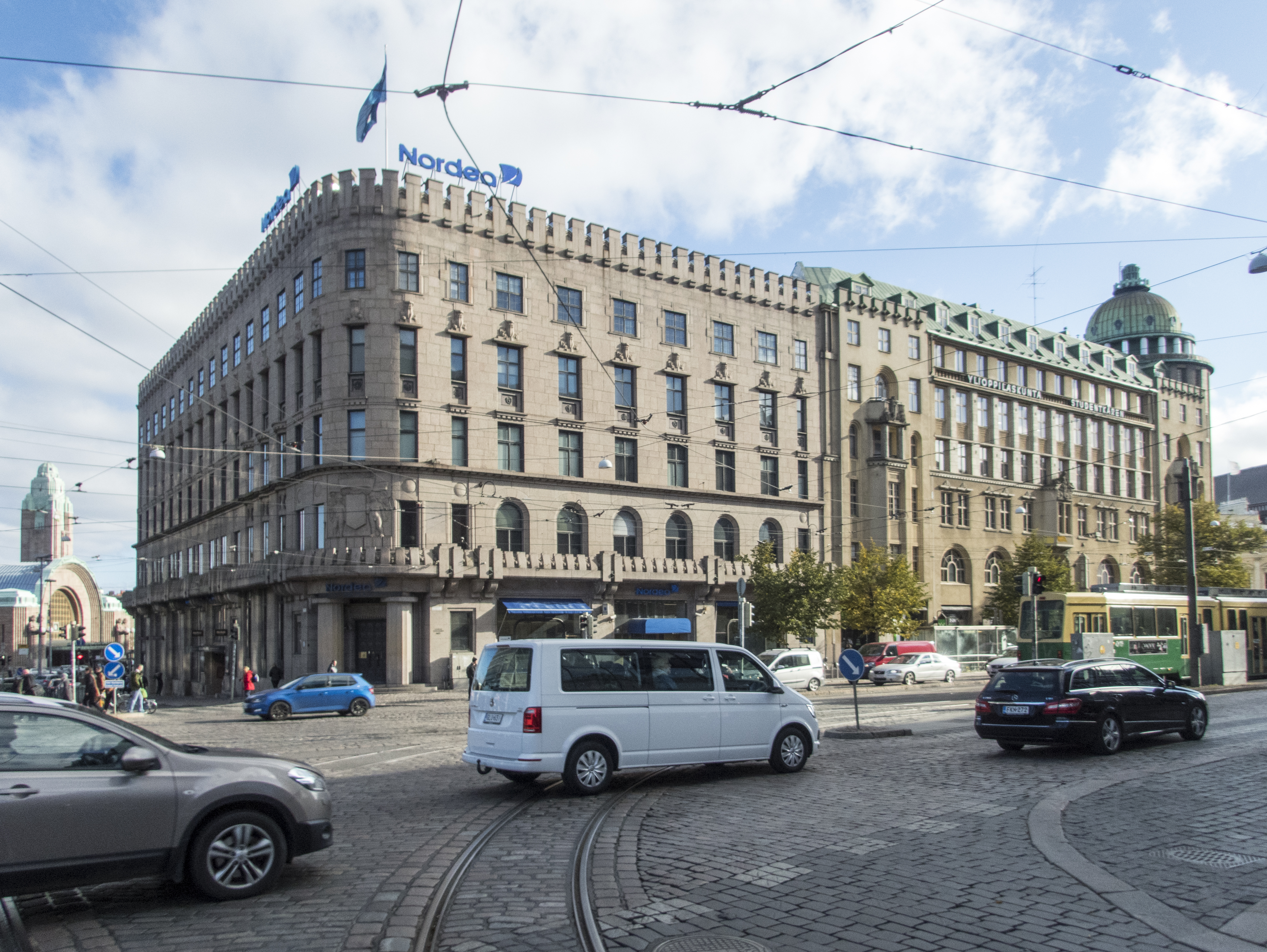
Försäkringsbolaget Kalevas hus på Mannerheimvägen
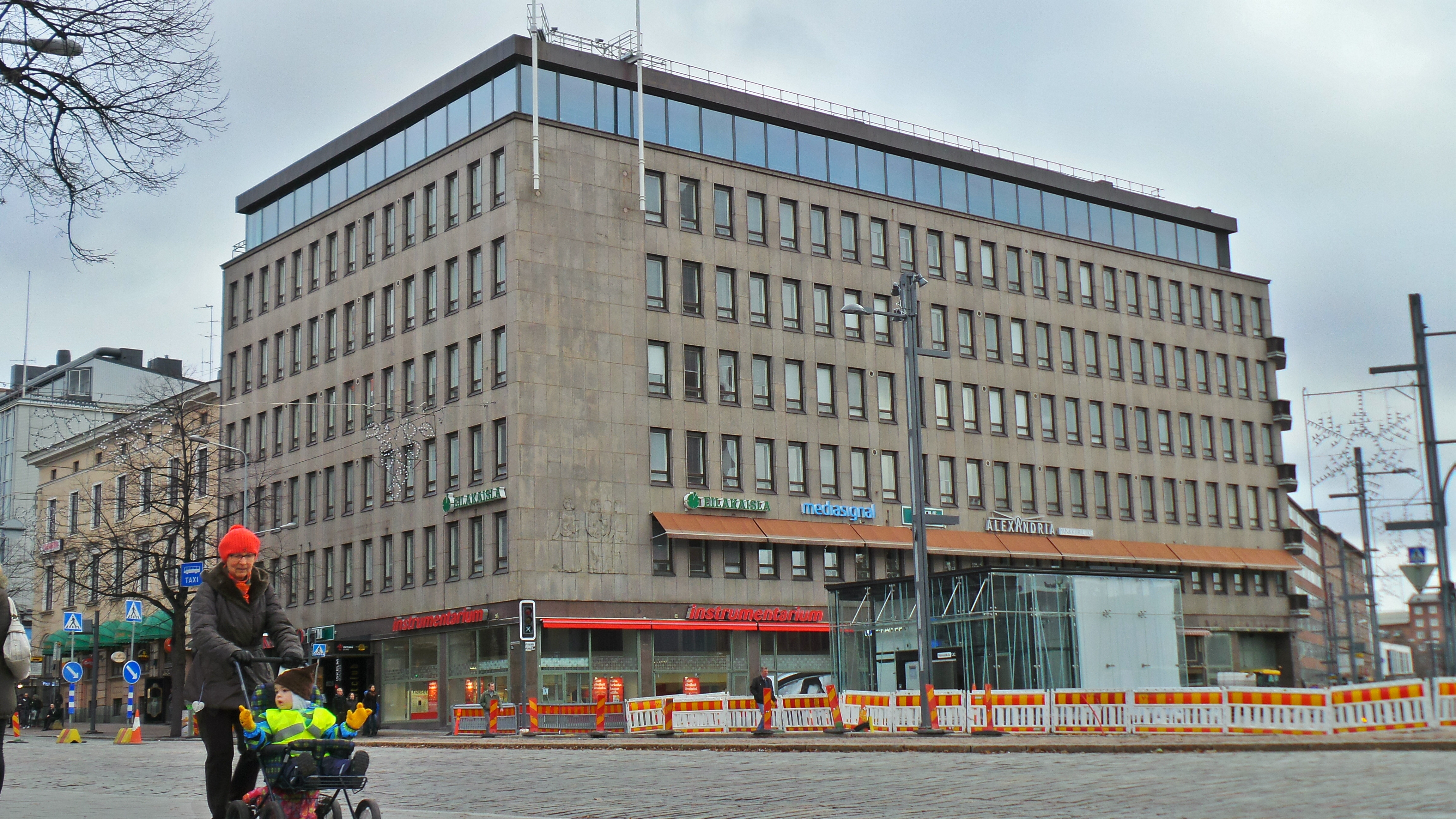
Finlands Banks hus vid Tavastgatan i Tammerfors, 1943